# 武南中学校・高等学校
武南中学校・高等学校（ぶなんちゅうがっこう・こうとうがっこう）は、埼玉県蕨市塚越に所在し、中高一貫教育を提供する私立中学校・高等学校。
高等学校において、中学校から入学した内部進学の生徒と高等学校から入学した外部進学の生徒との間では3年間別クラスになる併設型中高一貫校。

## 概観

### 建学の精神
- 自主自立自学共同を本旨とする
- 民族的自覚のもとに国際人としての知性と感覚を身につける
- 家族地域社会の一員としての自覚を深める
- 日々の学業の積み重ねによって実力を啓培する
- 個性や能力を伸ばし勤労への積極的態度を培う
- 明朗清新な生活態度を保つ
- スポーツに励み健康な心身を養う

### 教育目標
1. 豊かな人間性の確立
2. 学力の充実向上
3. 健康な心身の育成
4. 能力・適性の開発
5. 個性尊重と自主性の促進

### 進路
大学進学希望者が多く、2014年度には国公立大学19名、早稲田大学5名、学習院大学・MARCHに72名が合格している。

## 沿革

### 年表
- 1962年 - 武南中学校・高等学校認可。第1校舎竣工。
- 1963年 - 父母の会発足。第2校舎竣工。
- 1964年 - 学則制定。男女共学開始。武南学園賛美歌完成。
- 1965年 - LL教室完成。校歌制定(武南学園賛美歌改訂)。
- 1968年 - 第3校舎竣工。
- 1972年 - 武南中学校生徒募集停止。
- 1974年4月1日 - 武南中学校休校。
- 1975年 - 新校舎竣工。
- 1979年 - 第4校舎竣工。クラブ棟完成。
- 1980年 - 教育相談室開設。防災委員会設置。
- 1983年 - 第5校舎竣工。
- 1984年 - 第6校舎竣工。
- 1985年 - 新校門完成。
- 1986年 - 情報処理室開設。
- 1987年 - 第2グラウンド管理棟完成。
- 1992年 - ガイダンスセンター特設。
- 1996年 - 記念館竣工。人工芝グラウンド完成。
- 2008年 - 尚武館(新武道場)竣工。
- 2012年11月20日 - 2012年度第4回 埼玉県私立学校審議会 により武南中学校が再び設置認可が答申される。
- 2013年4月1日 - 武南中学校募集再開[4]。

## 基礎データ

### 所在地
埼玉県蕨市塚越5丁目10番21号

### アクセス
西川口駅より徒歩約10分

## 設置形態
- 武南幼稚園（1966年4月に開園したが、2011年3月卒業生をもって閉園した。跡地には武南中学校の校舎が建設された。）
- 武南中学校
- 武南高等学校
  - 普通科としての一般的な課程を持つが、2年次から大学入試対策のために理系、文系および選抜にクラスが分かれる。2007年度より理数コースを創設した。

## 施設
全体的に敷地が縦長で狭く、校内にあるグラウンドもサッカーコート半面分しかないため、たいていの埼玉県内の高校にあるテニスコートはない。

### 校舎
- 武南中学校の校舎は、2011年3月に閉園した武南幼稚園の跡地に建設された。
- 校内にプール施設はない。

### グラウンド
第一グラウンド
- 校内唯一のグラウンドである第一グラウンド（人工芝）は、敷地がかなり狭く、サッカーコート半面分しかない。体育の授業や朝礼で使用され、部活動ではサッカー部が使用する。

第二グラウンド
- サッカーコート一面分くらいの広さの第二グラウンドで、校内ではなく越谷市西新井の県民健康福祉村近くにあり、東川口駅から徒歩25分かかる。サッカー部の練習や体育祭のときの使用に限られているため、一般生徒や他の部活動で使用することはない。

※テニスコートやプール施設、陸上競技、野球が練習できるスペースも校内に一切ないため、野球部は川口市営球場や富士見公園内野球場を使用する。水泳部は川口市の東スポーツセンターや各スイミング場、陸上競技部は青木町公園総合運動場や塚越公園、硬式テニス部は富士見公園内庭球場や西川口テニスクラブ、ソフトテニス部は青木町公園総合運動場や西川口テニスクラブで活動している。屋外スポーツの部活動は外部の施設を使用しなければならない。

## 部活動
サッカー部が強豪校として知られ、1981年度の第60回大会で全国優勝の経験がある。しかし、近年は選手権出場から遠ざかっており、2006年度の第85回大会出場を最後に出場していない。インターハイでは、2012年度に全国準優勝したことがある。2019年3月をもって、46年本校を率いていた大山監督が勇退した。
- サッカー部
  - 全国高等学校サッカー選手権大会14回出場　優勝1回（1981年度）、準優勝1回（1989年度）、4強3回（1984年度・1990年度・1992年度）
  - 全国高等学校総合体育大会 (インターハイ)21回出場　準優勝1回（2012年度）、4強2回（1984年度・1988年度）
  - 高円宮杯全日本ユース(U-18)サッカー選手権大会　4強2回（1991年度・1993年度）
- ダンス部
  - カギダンススタジアム2024 優勝

- 水泳部
- 陸上競技部
- 剣道部
- バスケットボール部
- 野球部
- バレーボール部
- 柔道部
- ソフトテニス部
- バドミントン部
- 卓球部
- 硬式テニス部
- チアー部
- ヨガ部
- アメリカンフットボール部
- ワンダーフォーゲル部
- フィットネス部
- 吹奏楽部
- 新聞部
- 放送部
- 英会話部
- 美術部
- 合唱部
- 書道部
- 数学部
- 演劇部
- 家庭科部
- 化学部
- 生物部
- 華道部
- 茶道部
- 物理部
- 写真部
- 文芸部
- アニメーション部
- JRC部
- 囲碁部
- 将棋部
- 軽音楽部

## 著名な卒業生

### サッカー
- 倉又寿雄
- 大熊裕司
- 奥村晃司
- 横山雄次
- 石川康
- 池田太
- 川合孝治
- 田中信孝
- 木寺浩一
- 伊藤彰
- 上野良治
- 浦田尚希
- 室井市衛
- 小林悟
- 北慎
- 浅利悟
- 斉藤雅人
- 宮沢克行
- 寶示戸進哉
- 青葉幸洋
- 三上卓哉
- 金沢浄
- 滝澤邦彦
- 谷田悠介
- 小林亮
- 鈴木祐輔
- 細川淳矢
- 富居大樹
- 藤井悠太
- 遊馬将也
- 山本奨
- 田代雅也
- 中川風希
- 紺野和也
- 吉澤柊
- 井上竜太

### 競泳
- 設楽義信
- 酒井夏海

### 陸上
- 山崎一彦

### 芸能
- 江原淳史（元俳優）
- 天方直実（歌手）
- KOHSHI（FLOW）
- KEIGO（FLOW）
- 木暮武彦（ミュージシャン）
- 海津晶子（タレント）
- 土橋亭里う馬 (10代目)（落語家）
- 春風亭柳城（落語家）
- 長谷川俊輔　- クマムシ (お笑いコンビ)

### アナウンサー
- 櫻井健介
- 中村義昭
- 中山美香